# SCP 06F6
SCP 06F6 — астрономический объект неизвестного типа, открытый 21 февраля 2006 года в созвездии Волопас. Открытие сделал космический телескоп Hubble во время наблюдения за галактическим кластером CL 1432.5+3332.8.
Согласно наблюдениям, объект увеличивал яркость в течение 100 суток, достигнув пика — 21-й звёздной величины, — а затем постепенно угас на протяжении того же времени. Его нельзя причислить к сверхновым, поскольку пик яркости у сверхновых бывает не позже 70 суток после взрыва. Спектральный анализ поставил исследователей в тупик: линии поглощения напоминали спектр углеродных звёзд, однако невозможно было определить расстояние до SCP 06F6 по величине красного смещения. Наблюдения с помощью космического телескопа XMM-Newton показали, что рентгеновское излучение у объекта на два порядка мощнее, чем у сверхновых.
Начиная с 2006 года астрофизики предлагали несколько гипотез для объяснения природы объекта: коллапс ядра с последующим катастрофическим взрывом углеродной звезды, столкновение белого карлика с крупным астероидом и даже столкновение белого карлика с чёрной дырой. Но ни одна из этих моделей не является достаточно удовлетворительной.